# 卡斯特罗韦德-德坎波斯
卡斯特罗韦德-德坎波斯（西班牙語：Castroverde de Campos）是西班牙卡斯蒂利亚-莱昂萨莫拉省的一个市镇。 总面积64平方公里，总人口403人（2001年），人口密度6人/平方公里。